# Татищевы
Тати́щевы — графский и дворянский род.
Происхождение традиционно возводится к князьям Соломерским (Соломерецким), ветви князей Смоленских. Данная версия происхождения Татищевых внесена в Бархатную книгу. При подаче документов (17 января 1686) для внесения рода в Бархатную книгу, была предоставлена родословная роспись Татищевых, приложена докладная записка Палаты родословных дел с изложением выписки родословия Татищевых из старого родословца (1686), издан указ о взятии сведений у князей Дашковых и Кропоткиных о происхождении Татищевых, которые выступили с протестом против присоединения Татищевых к Смоленским князьям (09 февраля 1687), на протест написана (14 февраля 1687) челобитная окольничего Михаила Юрьевича Татищева с просьбой взять сведения о их происхождении у однородцев "Фоминских" князей (князья Козловские, Ржевские, Толбузины, Травины, Бокеевы), которые указали на Заболоцких владевших сведениями о родах произошедших от Глеба Святославовича (сентябрь 1687) и Заболоцкие предоставили сведения об однородстве происхождения Татищевых (февраль 1688). Указ о внесении родословия Татищевых в Бархатную книгу, в главу Смоленские князья, подписан (09 марта 1688).
Род внесён в V и VI части родословных книг Московской, Тверской, Тульской, Костромской, Пензенской и Санкт-Петербургской губерний. Из четырёх ветвей рода младшая была возведена (1801) в графское достоинство. Фамильной усыпальницей служил Симонов монастырь.

## Происхождение и история рода
Согласно родословным книгам, предком Татищевых был Василий Юрьевич по прозвищу Тать-ищ, сын князя Юрия Ивановича Соломирского, сына Ивана Дмитриевича по прозванию Шах, князя соломерецкого, служившего великому князю Ивану III. По семейному преданию Василий Юрьевич показан наместником великого князя Василия Дмитриевича в Новгороде в начале XV столетия, однако в других источниках такой наместник не упоминается.
В XV столетии Татищевы не играли заметной роли.

### Известные представители дворянского рода
- Татищев Иван Дмитриевич Ус — сын боярский, послан вторым в Вильно при дочери великого князя Ивана III Васильевича княжне — Елене Ивановне для бракосочетания с великим князем литовский Александром Ягеллончиком (1495).
- Татищев Иван Иванович Кекса — ясельничий Владимира Андреевича, погиб во время московского пожара (1547).
- Опричниками Ивана Грозного числились: Игнатий Петрович, Кирилл Михайлович, Матвей Васильевич, Михаил Волкович, Афанасий и Иван Ивановичи Татищевы (1573)[3].
- Татищев Матвей Иванович — второй воевода в Гдове (1583-1584), первый воевода в Мценске (1590-1591).
- Татищев Иван Иванович — на бракосочетании Ивана Грозного с Марией Фёдоровной Нагово стлал третьим бархат до церкви.
- Татищев Михаил Яковлевич — третий голова у постановки сторожей в походе против поляков (1579 и 1581), на бракосочетании Ивана Грозного с М.Ф. Нагово в мыльне с Государём был.
- Татищев Афанасий Иванович — второй голова в земляном городе, а потом в Вышгороде Иван-города (1593).
- Татищев Игнатий Петрович († 1604) —  государев казначей.
- Татищев Матвей Васильевич — воевода в Гдове (1582—1584),
- Татищев Иван Иванович — воевода в Изборске (1582);
- Татищев Михаил Игнатьевич — ясельничий (1598), думный дворянин, видный деятель Смутного времени, убит в 1609 г. в Новгороде толпой, заподозрившей его в измене царю Василию Шуйскому.
- Татищев Степан Лазаревич — воевода.
- Татищев Алексей Степанович — объезжий голова и воевода.
- Татищев Михаил Степанович — стряпчий, дворянин посольства на съезде с польскими послами (1660 и 1662).
- Татищев Юрий Игнатьевич — воевода.
- Татищев Михаил Юрьевич († 1701) — боярин.
- Татищев Иван Михайлович Большой († 1689) — окольничий и думный дворянин.
- Татищев Алексей Михайлович — постельничий и первый в мастерской царя Ивана V Алексеевича, при постановлении патриарха Андриана место для Государя в Успенском соборе ставил, второй постельничий (1703).
- Татищев Даниил Михайлович — воевода и комнатный стольник.
- Татищев Василий Никитич (19 [29] апреля 1686, Псковский уезд, Русское царство — 15 [26] июля 1750, Болдино, Дмитровский уезд, Московская губерния, Российская империя) — русский инженер-артиллерист, историк, географ, экономист и государственный деятель; автор первого капитального труда по русской истории — «Истории Российской», основатель Ставрополя-на-Волге (ныне — Тольятти), Екатеринбурга и Перми. Один из основоположников русского источниковедения.
- Татищев Алексей Данилович (1697—1760) — генерал-аншеф и генерал-полицмейстер.
- Татищев Дмитрий Павлович (1767—1845)— дипломат, обер-камергер, член Государственного совета. сенатор

## Графы Татищевы
По указу императора Александра I (15 сентября 1801), генерал от инфантерии Николай Алексеевич Татищев, в воздаяние долговременной и усердной службы, пожалован с потомством в графское достоинство Российской империи.
Александр Иванович Татищев, генерал от инфантерии, военный министр (1823-1827), возведён (22 августа 1826) в графское достоинство Российской империи.

#### Известные представители графского рода
- Граф Татищев Александр Николаевич — офицер Преображенского полка, погиб при Аустерлице (20 ноября 1805).
- Граф Татищев Сергей Николаевич (1791—1812) — поручик Семёновского полка, погиб в сражении при Бородино (26 августа 1812), его имя занесено на стену храма Христа Спасителя[4].
- Граф Татищев Дмитрий Николаевич (1867—1919) — ярославский губернатор (1909—1915), командир Отдельного корпуса жандармов (1915—1917), генерал-лейтенант (1916).
- Граф Татищев Николай Дмитриевич (1829—1907) — генерал от инфантерии, герой русско-турецкой войны.
- Граф Татищев Степан Николаевич (1935—1985) — атташе по культуре посольства Франции в Москве.

## Описание гербов

### История герба
Один из первых гербов Татищевых сохранился на печати Игнатия Петровича Татищева, на записи о перемирии со шведами, подписанном им на реке Плюс, в декабре 1585 года. Она изображала Самсона, раздирающего пасть льву.
В дальнейшем у членов рода встречается печать с тамгой Нуздай.
В XVIII веке, на печатях главнейших членов рода. изображался не Самсон или Нуздай, а у одних было белое знамя в красном поле, а у других пушка, в том виде, в каком она изображена на гербе великого княжества Смоленского. И тот и другой гербы были под княжескою короною, но без мантии.
Герб приложенный Татищевыми в Московское дворянское депутатское собрание в 1786 году для утверждения, составлен из двух этих гербов. Этот герб и был утвержден Герольдией без изменений и обнародован в 1799 году, во 2-й части Общего Гербовника Дворянских Родов под № 17.

### Герб. Часть II. № 17.
Герб дворян Татищевых: щит разделен на две части. В верхней в красном поле изображено белое знамя, имеющее древко золотое. В нижней части в серебряном поле герб Смоленский: на золотом лафете, поставленном на зелёной траве чёрная пушка с сидящей на оной райской птицей.
Щит покрыт мантией и шапкой, принадлежащими княжескому достоинству. Как шапка, так и мантия княжеская присвоены издревле дворянскому роду Татищевых, по тому, что оный происходит от князей смоленских и имеет герб смоленских князей с прибавлением в верхней части знамени.

### Герб. Часть VII. № 5.
Герб графов Татищевых: в 1801 году, при возведении Николая Алексеевича Татищева с нисходящим потомством в графское Российской Империи достоинство, пожалован новый герб. Графская ветвь, получившая особый герб, сохранила в нём те же два поля, но прибавила ещё золотую вершину, в которой помещён возникающий государственный двуглавый орёл.

## Имения
- Татищев Погост
- Вичуга (ныне - Старая Вичуга)
- Никольское
- Троицкое
- Крицы (ныне — урочище в Плюсском районе близ деревни Заполье).[11]

## Критика
Достоверность ранней родословной Татищевых оспаривается некоторыми исследователями.
С. Б. Веселовский сомневается в тюркском происхождении князей соломерецких и Татищевых,
А. А. Зимин считает князя Солых-эмира Шая реальным лицом, но полагает, что этот князь вышел на Русь в середине XIII века. В подтверждение этого взгляда А. А. Зимин приводит грамоту, выданную Ивану Шаину в 1257 году, а также указывает на связь с князем родов Апраксиных, Измайловых, Хитровых, происходящих от Солохмира. Он связывает прозвище Татище с тюрк. tatys — гостеприимный. Около середины XV века имя Татище — Татищевы начинают активно употреблять и на Руси, в том числе и с распространившимися повсеместно тюркскими именами (например, Асанчук, Кекса, Мунт, Пурыш).

Портреты некоторых представителей рода
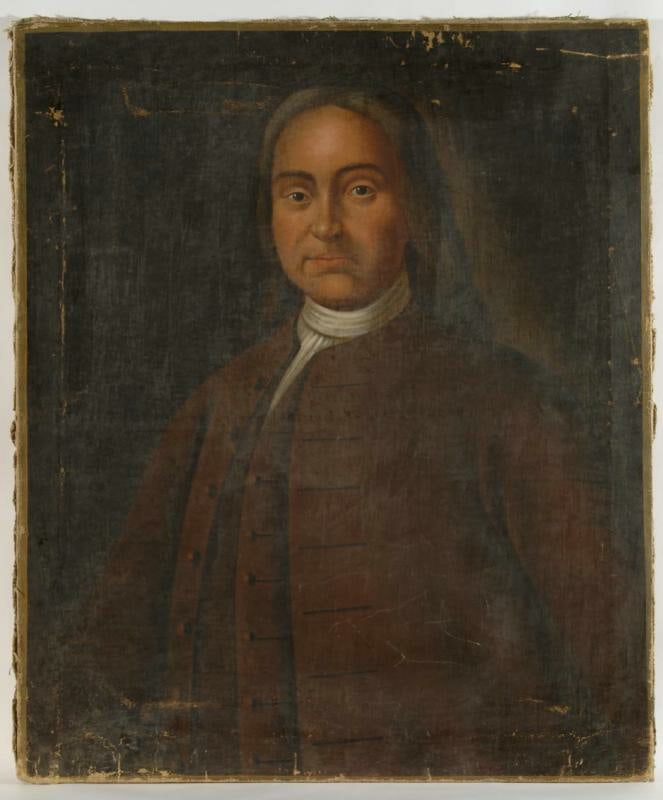
Даниил Михайлович Татищев (1660—1736)
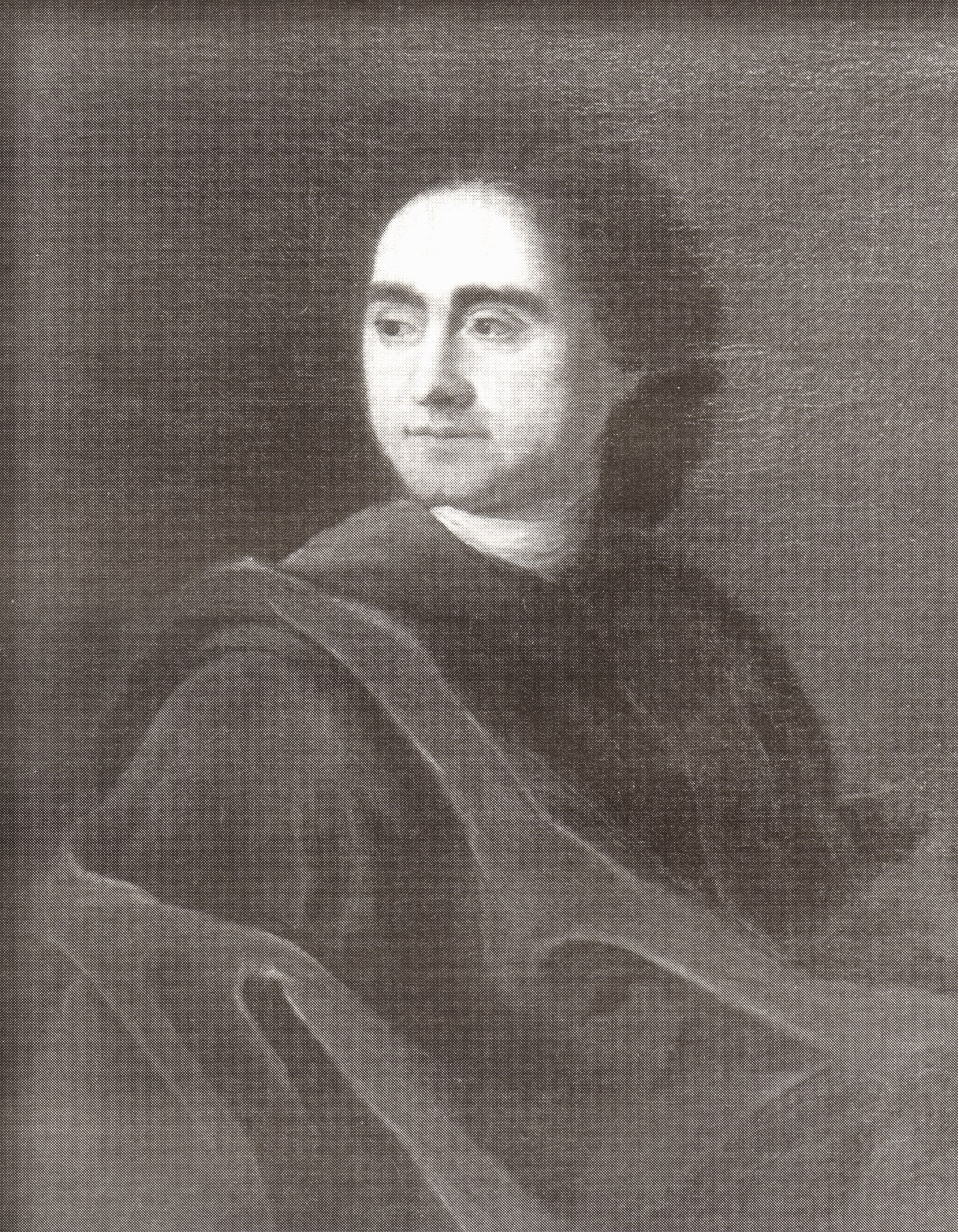
Афанасий Данилович Татищев (1685—1750)
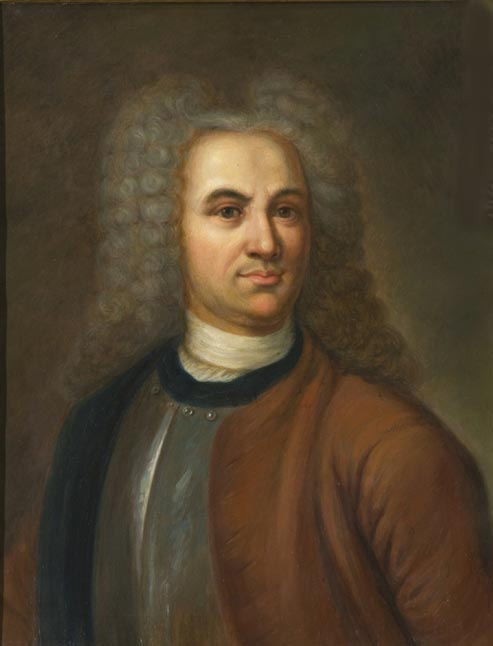
Василий Никитич Татищев (1686—1750)
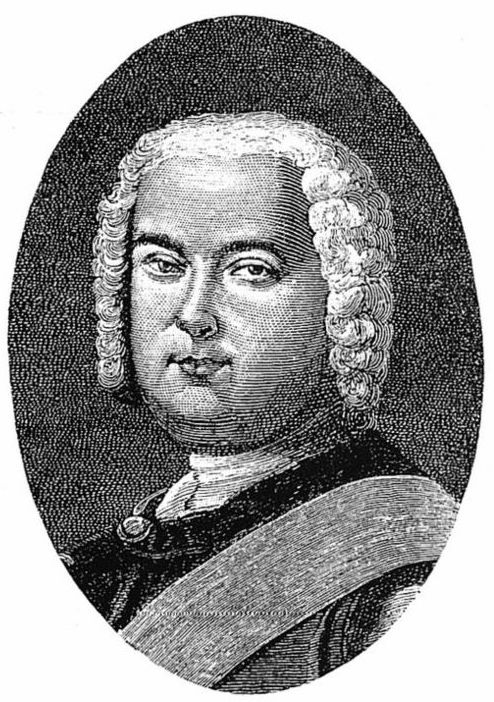
Алексей Данилович Татищев (1697—1760)
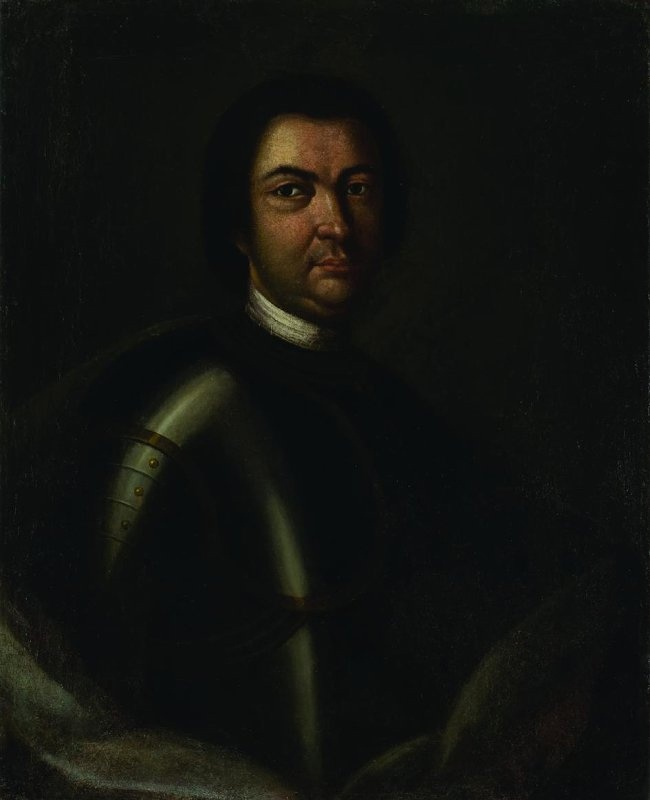
Иван Фёдорович Татищев (1698—1756)
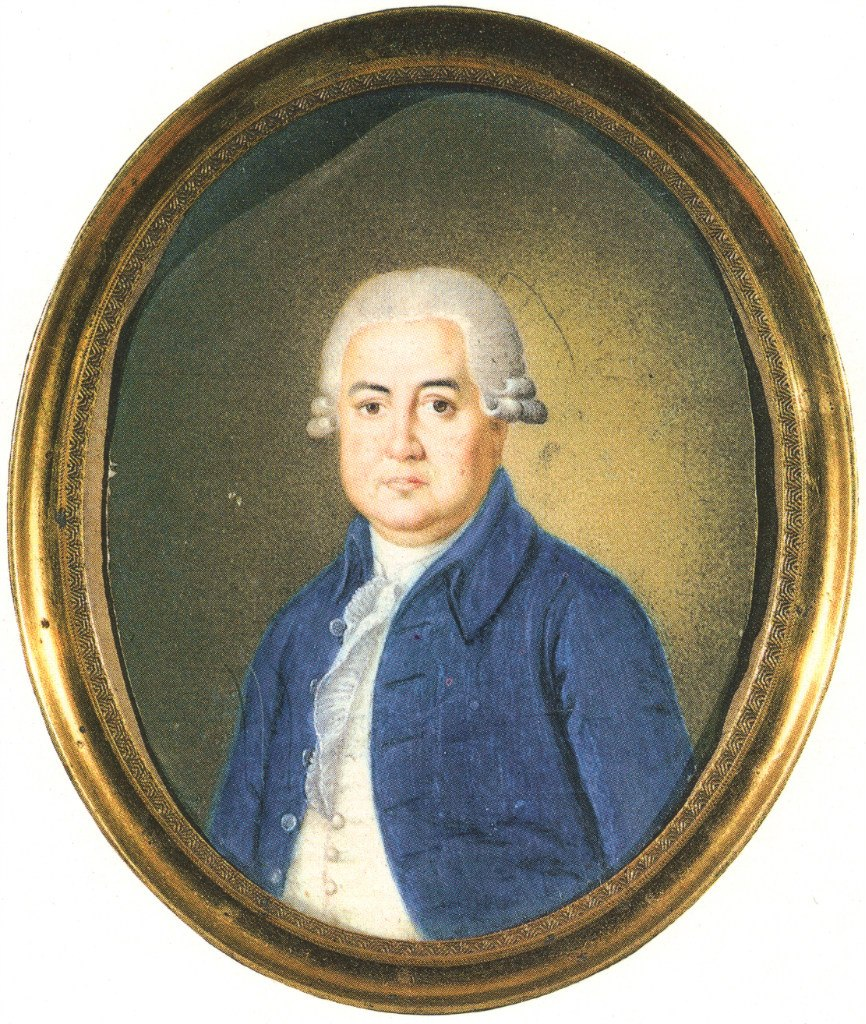
Пётр Алексеевич Татищев (1725—1810)
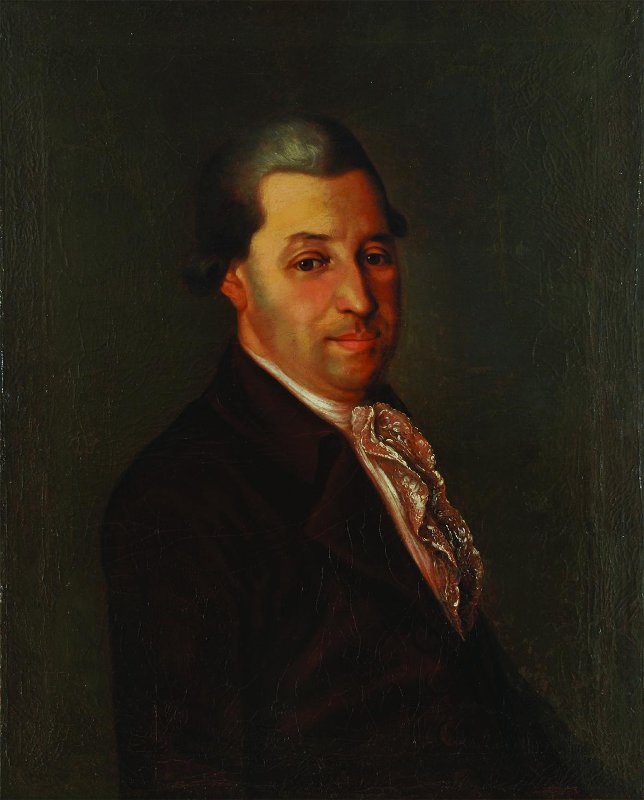
Семена Ивановича Татищева (?) (1735—1787)
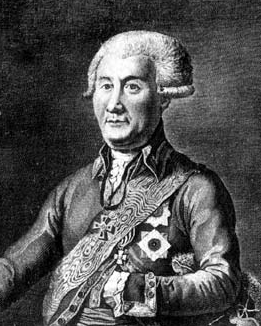
Николай Алексеевич Татищев (1739—1823)
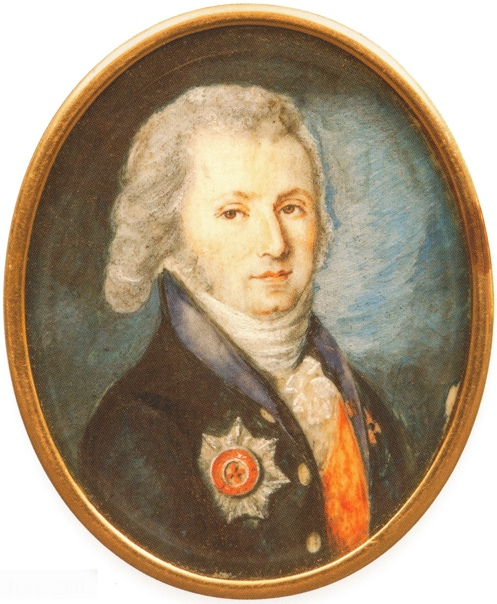
Александр Иванович Татищев (1763—1833)